# Ladislaus Weinek
Ladislaus Weinek (węg. Weinek László, ur. 13 lutego 1848 w Ofen, zm. 12 listopada 1913 w Pradze) – astronom austro-węgierski.

## Życiorys
Ladislaus Weinek urodził się 13 lutego 1848 w Ofen (Buda, obecnie Budapeszt) w rodzinie urzędnika państwowego Josefa i jego żony Johanny, z domu Throner, zajmującej się domem i wychowaniem dzieci: Ladislausa i trojga jego rodzeństwa. Po skończeniu czterech klas szkoły normalnej w Ofen i ukończeniu gimnazjum w Budapeszcie, studiował nauki przyrodnicze: matematykę, fizykę i astronomię na Uniwersytecie Wiedeńskim (1865–1869). W 1869 pracował krótko jako nauczyciel u grafa Heinricha Wilczka w Erüskört koło Gödöllö. W 1870 ukończył czteroletnie studia zdobywając dyplom nauczycielski z matematyki i fizyki, a następnie uzyskał doktorat (rigorosum).
Studia astronomiczne kontynuował na Uniwersytecie Humboldtów w Berlinie oraz w Lipsku (1871). Pracując w obserwatorium w Lipsku wykonywał pomiary geodezyjne, między innymi zmierzył różnicę długości geograficznej między Lipskiem a Monachium.
W 1874 roku brał udział w ekspedycji na Wyspy Kerguelena, której celem były obserwacje przejścia Wenus na tle tarczy Słońca. Wykonana tam dokumentacja fotograficzna była tematem jego rozprawy doktorskiej, przedstawionej w 1880 roku na Uniwersytecie w Jenie.
W 1883 roku został powołany na stanowisko profesora astronomii na Karl-Ferdinands-Universität (niemiecka część obecnego Uniwersytetu Karola) w Pradze, kierował tam obserwatorium astronomicznym w Clementinum.
Korzystając ze zdjęć wykonanych w Obserwatorium Licka oraz w obserwatorium paryskim, opracował jeden z pierwszych atlasów Księżyca opartych na fotografii.
Jego imieniem nazwano planetoidę (7114) Weinek oraz krater Weinek na Księżycu.

## Publikacje
- Die Photographie in der messenden Astronomie, besonders bei Venusdurchgängen, Halle, 1879[5]
- Über das feinere selenographische Detail der fokalen Mondphotographien der Mt. Hamiltoner und Pariser Sternwarte, Prag 1897[5]
- Photographischer Mondatlas, 1898–1900[5]
- Berghöhenbestimmung auf Grund des Prager photographischen Mondatlas, Wien, 1899[5]
- Astronomische, magnetische und meteorologische Beobachtungen an der k. k. Sternwarte in Prag, Prag, 1884–1906[5]